# 固經丸
固經丸屬於中醫方劑的經產劑，出自婦人大全良方，由6味中藥組成，是用以治療血熱崩漏的常用方劑。症狀常見經行不止，紫黑成塊，及崩中漏下。《醫方集解》將本方歸於足少陰厥陰藥。
本方的組成包括黃芩、香附、黃柏、芍藥、樗皮、龜板 。酒為丸。
依據傳統的中醫方義解釋：經多不止是因為陰虛不足以制包絡之火，紫黑成塊是火極似水，崩中漏下是由於虛而挾熱。故用黃芩清上焦之火。香附辛以散鬱。黃蘗瀉下焦之火。芍藥、龜板滋陰而養血，皆壯水以制陽光。樗皮濇以止脫。                                               

## 外部連結
- 固經丸 中藥方劑圖像數據庫 (香港浸會大學中醫藥學院) （中文）（英文）